# الاستفتاءات في ألمانيا

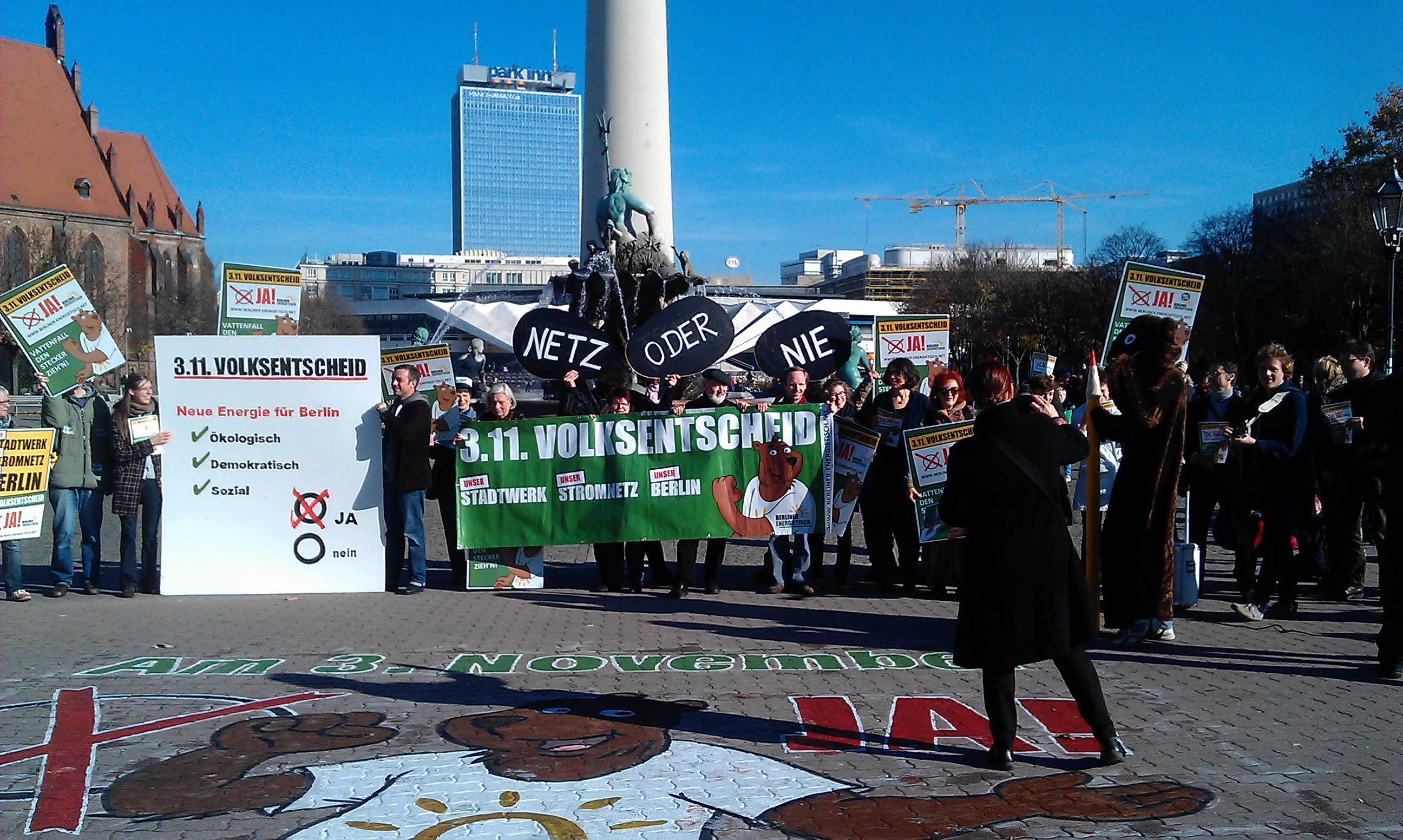

الاستفتاءات في ألمانيا هي عنصر الديمقراطية المباشرة. على المستوى الفيدرالي، يوجد نوعان فقط من الاستفتاء الإلزامي الملزم - في تغيير الدستور وتغيير أراضي الولاية.
لدى جميع الولايات قوانين سُنَّت للمبادرات الشعبية غير المباشرة التي تسمح بجمع التوقيعات لطلب إلى الحكومة. يجوز للحكومة إصدار استفتاء حول أي موضوع في حين أن النتيجة عادة ما تكون غير ملزمة. يتكون نظام الاستفتاء الألماني من ثلاثة أنواع
- Volksbegehren (حرفيا طلب الشعب ) هي مبادرة المواطنين - إذا تجاهلت الحكومة الطلب يمكن أن تؤدي مباشرة إلى "Volksentscheid"
- Volksbefragung ( حرفيا استقصاء الناس) هو سؤال اقتراع اختياري غير ملزم وهو النوع الأكثر شيوعًا من الاستفتاءات
- فولكسنتشايد ( قرار الناس حرفيا) هو استفتاء ملزم ولكن هذا النوع يستخدم فقط إذا كان الدستور يتطلب ذلك (إلزامي).

مصطلح Volksinitiative ( مبادرة الناس ) هو مرادف لـ Volksbegehren وهو المصطلح الرسمي في سويسرا. على المستوى البلدي تتوازى الأنواع الثلاثة
- Bürgerbegehren (حرفيا طلب المواطنين) كمبادرة المواطنين المحليين
- Bürgerbefragung (حرفيا استفسار المواطنين ) عن سؤال الاقتراع المحلي و
- Bürgerentscheid (حرفيا قرار المواطنين ) للاستفتاء المحلي.

لاحظ أنه في ولايات المدينة، تُسمى أنواع مبادرات مواطني الدولة بشكل شائع باسم Bürgerbegehren بينما تكون على نفس المستوى القانوني مثل Volksbegehren في ولايات Bundesländer الأخرى. لاحظ أن مصطلح "Bürgerinitiative" ( مبادرة المواطنين حرفيا) يستخدم بشكل غير رسمي لمنظمات الحملات المحلية غير الحزبية (مجموعات العمل السياسي).

## استفتاءات بارزة في ألمانيا
إقليم حوض سار (1920-1935)
- 1935 استفتاء وضع ساراستفتاء حالة سار 1935

محمية سار (1947–1956)
- استفتاء حالة سار 1935

ألمانيا الشرقية (1949-1990)
- 1951 استفتاء ألمانيا الشرقية
- 1954 استفتاء ألمانيا الشرقية
- 1968 استفتاء ألمانيا الشرقية

ألمانيا بعد عام 1990